# Saint-Grégoire (Ille-et-Vilaine)
Saint-Grégoire település Franciaországban, Ille-et-Vilaine megyében. Lakosainak száma 9992 fő (2022. január 1.). Saint-Grégoire Rennes, Betton, La Chapelle-des-Fougeretz, Melesse és Montgermont községekkel határos.

## Népesség
A település népessége az elmúlt években az alábbi módon változott:
| Lakosok száma | 2092 | 3854 | 5809 | 8178 | 8989 | 9376 | 9639 | 9890 | 9881 | 9992 |
|               | 1968 | 1982 | 1990 | 2006 | 2013 | 2015 | 2017 | 2019 | 2020 | 2022 |